# Giới tính xã hội

Biểu tượng của giới thuộc hệ nhị phân. Trong đó, vòng tròn đỏ chỉ cho phái nữ (Venus), vòng tròn xanh chỉ phái nam (Mars).

Biểu tượng của phi nhị giới.

Giới tính xã hội (tiếng Anh: gender), giới, hay phái tính, là các đặc điểm liên quan đến sự khác biệt giữa nam tính và nữ tính. Tùy thuộc vào văn cảnh, những đặc điểm này có thể bao gồm giới tính sinh học (tức là giới tính nam, giới tính nữ hoặc Liên giới tính), các cơ cấu xã hội dựa trên giới tính (gồm vai trò giới và các vai trò xã hội khác), hay bản dạng giới. Hầu hết các nền văn hóa đều sử dụng hệ nhị phân để phân loại giới là nam và nữ; những người có giới nằm ngoài hệ nhị phân này đều nằm trong nhóm phi nhị nguyên giới hoặc đa dạng giới. Một số xã hội có một hay nhiều giới khác ngoài nam và nữ, như là hijra của người Ấn Độ và Two-Spirit của thổ dân châu Mỹ; những người này nằm trong nhóm giới thứ ba.
Giới của một người hình thành trong quá trình trưởng thành của người đó. Khái niệm này do John Money đề xuất vào năm 1955, đề cập tới giới tính theo phương diện là một vai trò xã hội để phân biệt với giới tính sinh học. Tuy nhiên, định nghĩa của Money không được biết tới rộng rãi cho tới những năm 1970s, khi mà thuyết nữ quyền phát triển khái niệm về sự khác biệt giữa giới tính sinh học và giới xã hội. Ngày nay, sự khác biệt này được sử dụng trong nhiều văn cảnh, đặc biệt là trong khoa học xã hội cũng như những tài liệu được viết bởi Tổ chức Y tế Thế giới (WHO).
Trong các văn cảnh khác, bao gồm một số vùng của khoa học xã hội, giới thường bao gồm giới tính hoặc thay thế luôn. Ví dụ, ở những nghiên cứu về các loài động vật không phải con người, giới thường được dùng để chỉ giới tính sinh học của động vật. Sự thay đổi về nghĩa của giới này được tìm thấy tại những năm 1980s. Vào năm 1993, Cục quản lý Thực phẩm và Dược phẩm Hoa Kỳ (FDA) sử dụng "giới" thay vì "giới tính". Sau đó,  vào năm 2011, FDA đảo ngược lại vị trí của hai thuật ngữ và bắt đầu sử dụng "giới tính" là thuật ngữ để phân loại các đặc điểm sinh học và giới theo nghĩa "cách một người thể hiện bản thân là nam hay nữ, hoặc cách một người được nhận dạng bởi thiết chế xã hội dựa vào thể hiện giới của họ".
Khoa học xã hội có một nhánh chuyên nghiên cứu về giới. Một số các bộ môn khoa học khác, như tình dục học và khoa học thần kinh, cũng quan tâm tới chủ đề này. Khoa học xã hội coi giới là một sự kiến tạo xã hội, và bộ môn nghiên cứu giới cũng vậy, trong khi nghiên cứu của khoa học tự nhiên đang tìm hiểu rằng liệu sự khác biệt sinh học giữa giống đực và cái có ảnh hưởng tới sự phát triển giới của con người; tất cả đều dẫn tới những tranh luận rằng liệu những sự khác biệt sinh học có ảnh hưởng tới bản dạng giới đến mức nào.

## Bản dạng giới và vai trò giới

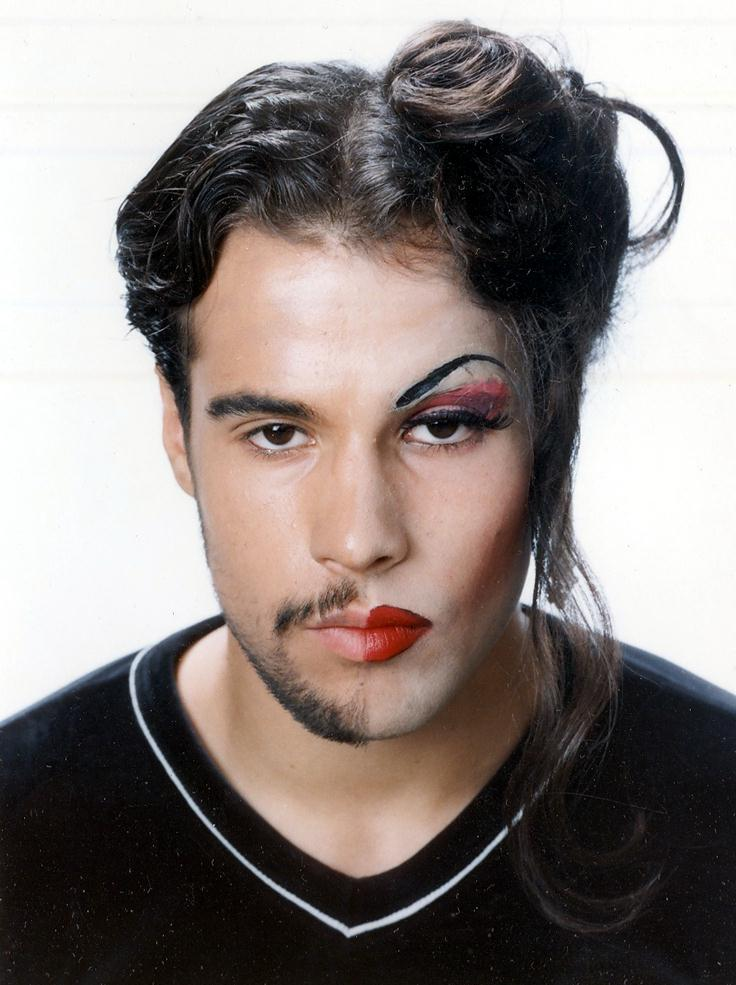
Giới được miêu tả như một hiện tượng gây mơ hồ, bởi một diễn viên trẻ người Thụy Điển.

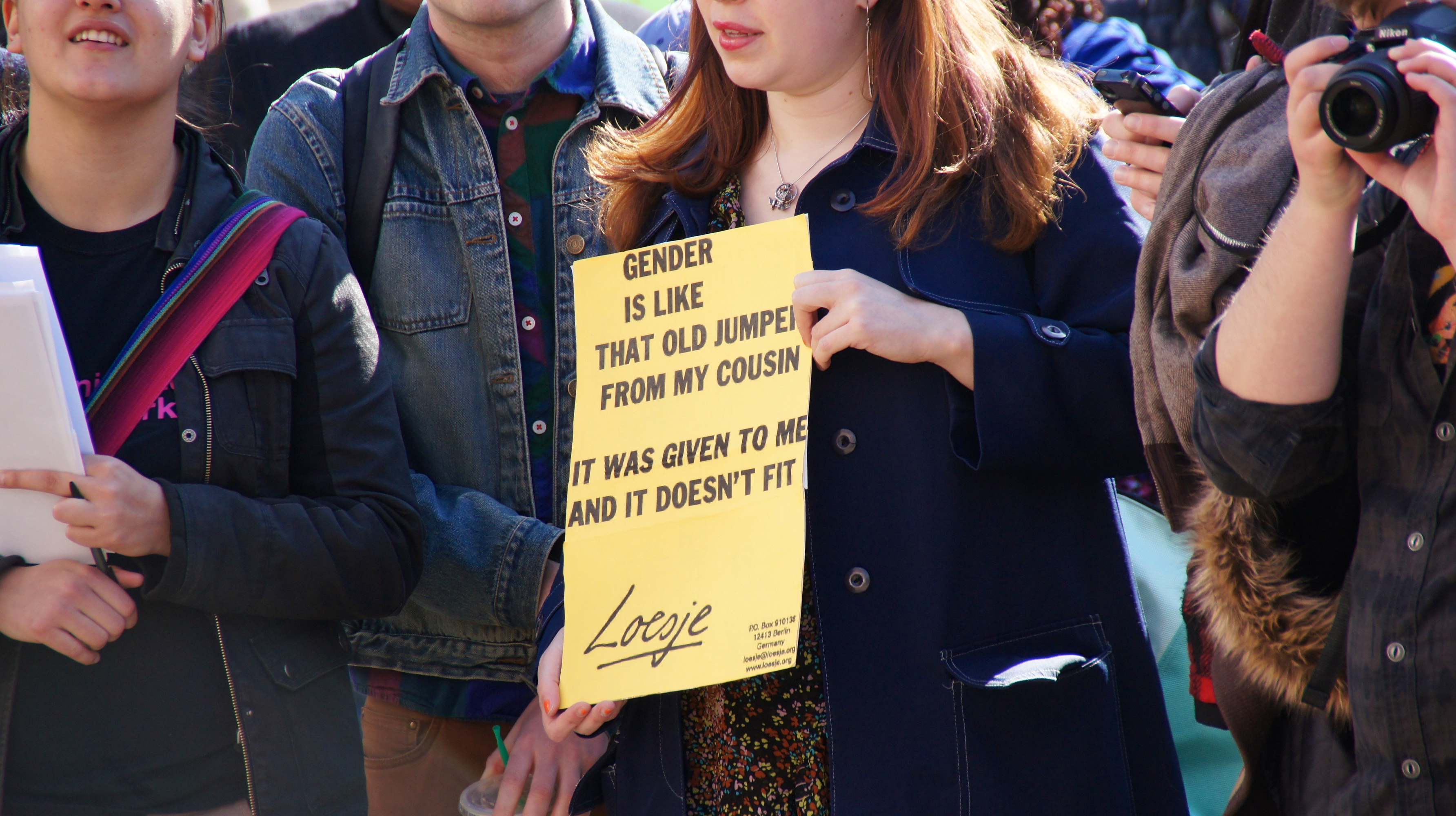
Một người biểu tình cầm một tờ giấy với dòng chữ "Giới giống như là bộ áo liền quần của anh/chị họ tôi. Nó được trao cho tôi và không vừa với tôi" ở một cuộc biểu tình cho quyền bình đẳng của người chuyển giới ở Washington D.C. vào 2013

### Sự phân loại xã hội

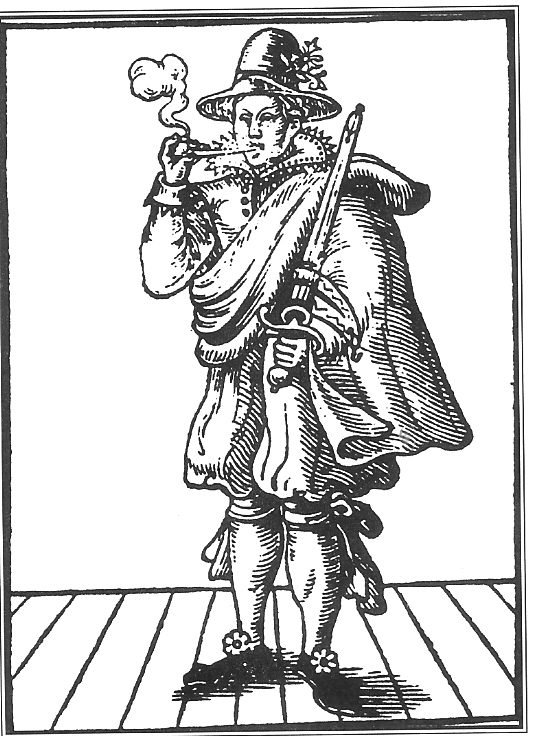
Mary Frith ("Moll Cutpurse") ("Moll Cutpurse") đã gây náo loạn xã hội ở thế kỷ thứ 17 khi mặc quần áo nam, hút thuốc nơi công cộng và thách thức vai trò giới.

### Cấu trúc xã hội đối với các giả thuyết về giới

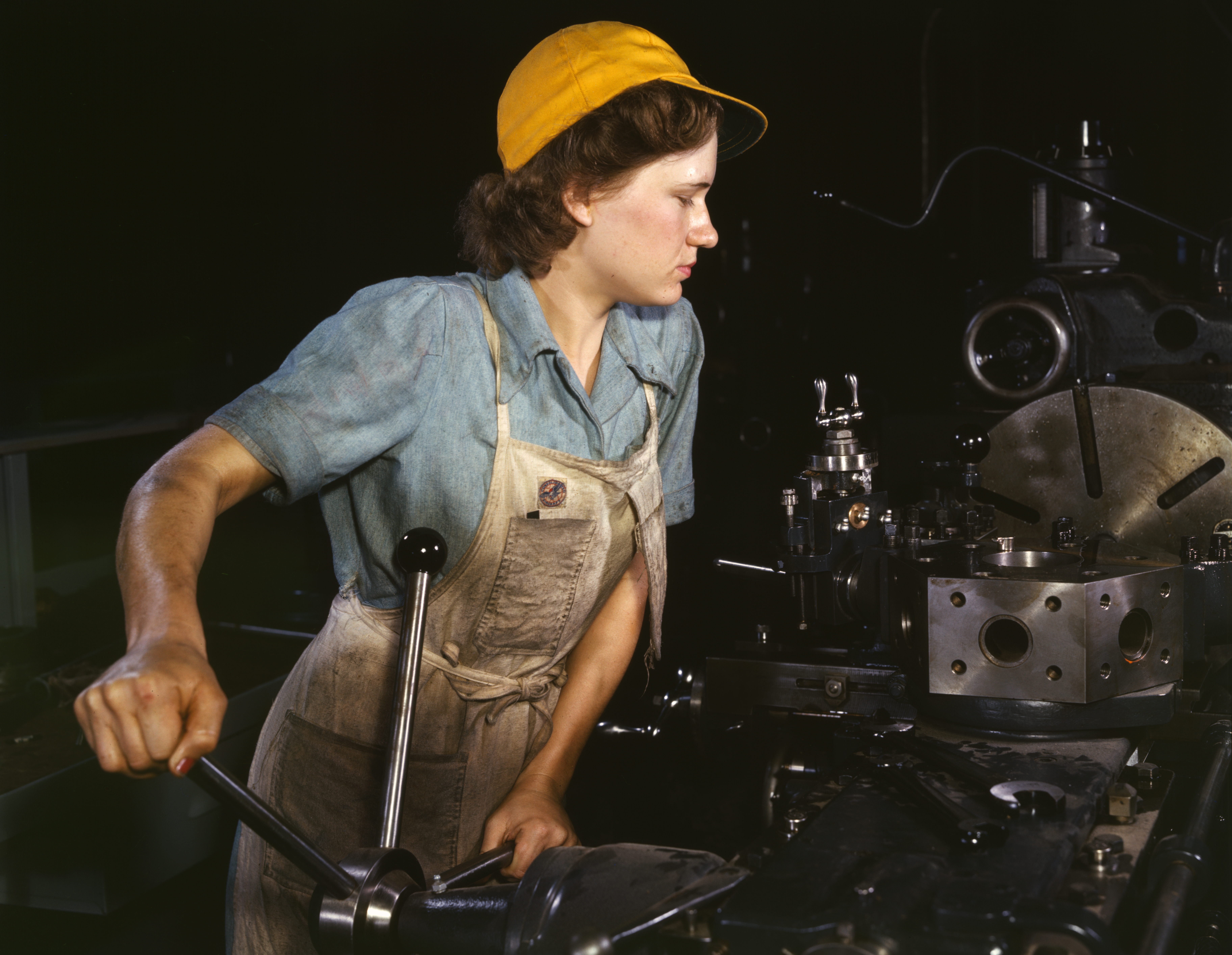
"Rosie the Riveter" là một hình ảnh mang tính biểu tượng của vùng hậu phương ở Mỹ trong Thế chiến thứ hai và biểu trưng cho sự rời xa các giới hạn, "tính nữ", vai trò giới dưới sự ảnh hưởng của các nhu cầu thời chiến.

## Từ nguyên và cách sử dụng